# Thermostat de Berendsen
Le thermostat de Berendsen est un algorithme permettant de redimensionner les vitesses des particules dans les simulations de dynamique moléculaire afin de contrôler la température de simulation.

## Description de base
Dans ce schéma numérique, le système moléculaire est faiblement couplé à un bain de chaleur à une certaine température. Le thermostat de Berendsen supprime toutes fluctuations de l'énergie cinétique du système et ne peut donc pas reproduire de trajectoires cohérentes avec l'ensemble canonique. Aussi, la température instantanée du système est corrigée de telle sorte que l'écart entre la température instantanée T et la température du thermostat T0 diminue de façon exponentielle avec une certaine constante de temps {\displaystyle \tau } .
{\displaystyle {\frac {dT}{dt}}={\frac {T_{0}-T}{\tau }}}
Bien que ce mécanisme de thermostat ne génère pas un ensemble canonique correct (en particulier pour les petits systèmes), pour les grands systèmes de l'ordre de centaines ou de milliers d'atomes/molécules, l'approximation donne des résultats à peu près corrects pour la plupart des propriétés calculées. Ce schéma numérique est largement utilisé en raison de l'efficacité avec laquelle il entraine le système moléculaire à la température cible T0 du bain thermique. 
Dans les simulations réalisées, les systèmes moléculaires sont initialement équilibrés à l'aide du schéma numérique du thermostat de Berendsen, tandis que les propriétés thermodynamiques sont ensuite calculées à l'aide du thermostat de Nosé-Hoover plus répandu, et qui génère correctement des trajectoires cohérentes avec un ensemble canonique. Toutefois, le thermostat de Berendsen peut entraîner l'effet du glaçon volant, un artefact numérique qui est de nos jour éliminé par le thermostat de Bussi – Donadio – Parrinello plus rigoureux. C'est pour cette raison, il est recommandé désormais de cesser d'utiliser le thermostat de Berendsen en dynamique moléculaire, sauf à vouloir reproduire des études antérieures.